# Abulico
Abulico est un groupe italien de rock indépendant, originaire de Naples. 

## Histoire
Le noyau historique du groupe napolitain, formé en 2005, est constitué d'Alessandro Panzeri (chant, guitare) et de Gianpaolo Improta (guitare basse, chœurs), qui écrivent également la plupart des paroles. Au fil des années, ils sont rejoints par différents membres, jusqu'à la formation actuelle (en date de 2022), qui comprend, outre Panzeri et Improta, Andrea de Luca (guitares, claviers, chœurs) et Carlo Natale (guitares, synthétiseurs, chœurs). À partir de cette formation, diverses collaborations se sont ensuite développées, enrichissant de temps à autre le groupe d'instruments à vent et d'une section rythmique plus étoffée, avec l'intervention de collègues à la batterie.
Le premier album studio du groupe, BeHind, voit le jour en avril 2009,,,. La production est confiée à Seahorse Recordings de Paolo Messere, ancien producteur de Blessed Child Opera. L'album a été un succès auprès de la critique et du public, étant inclus par le webzine Soundsblog parmi les « 100 meilleurs albums italiens de 2009 ». Le premier single extrait de l'album est Tokyo Eyes, dont est tiré un clip réalisé par Francesco Capaldo du groupe de vidéastes The Jackal (plus tard auteurs de la websérie Lost in Google). La vidéo (retirée en date de 2023) a connue un certain succès sur YouTube, atteignant près de 40 000 vues, et passant en rotation sur MTV New Generation et All Music tout au long de l'hiver 2009 en soirée.
En 2011, Abulico retourne en studio pour enregistrer Il colore dei pensieri, un album qui diffère de BeHind en termes de son — plus pop et choral — et d'utilisation de l'italien. L'album voit le jour à l'automne 2012 et est présenté le 20 novembre à Naples, à la Galleria 19. Le premier single, précédant la sortie de l'album, est Fragile, dont la vidéo est réalisée par Nello Giordano, et représente la journée typique d'Alessandro - le leader du groupe, filmé avec une caméra-piéton attachée à son torse, et montré en entier dans toutes ses phases ordinaires et extraordinaires.
Après la sortie de Fragile, le groupe réalise un enregistrement live en studio, divisé en trois épisodes, trois titres du nouvel album joués en direct et filmés par Nicola di Roma (qui a déjà réalisé des vidéos pour Bud Spencer Blues Explosion et Pan Del Diavolo). Les vidéos ont été diffusées en avant-première par le webzine Shiver. Althusser (così uccisi Helénè) est le deuxième single de Il colore dei pensieri. La chanson s'inspire des événements personnels du philosophe Louis Althusser qui, dans son autobiographie L'Avenir dure longtemps, raconte l'uxoricide de sa femme, survenu dans un moment de folie. La vidéo de la chanson est à nouveau confiée à Nello Giordano, et raconte l'histoire d'un amour paranoïaque qui aboutit à un acte de douleur extrême.

## Membres
- Alessandro Panzeri – voix, guitare
- Gianpaolo Improta – guitare basse, voix
- Andrea de Luca – guitare, claviers, chœurs
- Carlo Natale – guitare, synthétiseur, chœurs

## Discographie

### Albums studio
- 2009 : BeHind
- 2011 : Il colore dei pensieri